# Евстратий Никейский
Евстратий Никейский (ок. 1050 - ок. 1120) — византийский философ, богослов, митрополит Никейский. Изучал философию у Иоанна Итала. В 1082 году отрекся от взглядов своего учителя. Поддерживал императора Алексея Комнина в его противостоянии с митрополитом Львом Халкедонским. Отстаивал идею относительного (σχετικῶς) иконопочитания. С 1086 года Евстратий стал Никейским митрополитом и придворным богословом. Вел полемику как с латинянами, критикуя Filioque, так и с армянами-монофизитами. Высоко ценил и комментировал Аристотеля.
В 2017 году в России вышло издание Евстратия "Опровержительные слова"